# 121631 Josephnuth
121631 Josephnuth è un asteroide della fascia principale. Scoperto nel 1999, presenta un'orbita caratterizzata da un semiasse maggiore pari a 3,1032085 UA e da un'eccentricità di 0,1311801, inclinata di 12,85738° rispetto all'eclittica.